# 広州天聞角川動漫
広州天聞角川動漫有限公司（こうしゅうてんぶんかどかわどうまん、略称：天聞角川、天角）は、日本の出版社・KADOKAWA及びグループ企業の中華人民共和国における現地法人。本社は広州市に所在。

## 概要
2010年3月8日に、角川グループのアジア市場統括会社である角川ホールディングス・チャイナと、中国の中南出版伝媒集団傘下の出版社、湖南天聞動漫伝媒有限公司による合弁会社として設立が発表され、同年7月14日に設立された。
日本でのアニメ、漫画、ライトノベルに関する出版事業を中国語圏へ発展させるために発足しており、角川グループから編集者を派遣しノウハウを提供するとともに、角川グループ各社で発行している漫画やライトノベルを翻訳・出版し、中南出版の流通インフラを用いて中国市場で販売する。
2010年10月に第1弾として、日本の「灼眼のシャナ」「サマーウォーズ」（同名映画のノベライズ）「半分の月がのぼる空」「生徒会の一存」「デュラララ!!」のライトノベル5作品と台湾のライトノベル「罌籠葬」（日本語版 久遠「華葬伝 〜Flower Requiem〜」）を発行する。

## 発行雑誌

### 雑誌
- 天漫・軽小説（中国語版）（毎月20日発売）
  - ライトノベル雑誌。2011年9月20日創刊。2013年3月号から電子書籍による配信が開始し[2]、同年5月号で紙媒体による発行を終了。同年6月号より電子書籍のみの配信となった[3][4]。
- 天漫・藍色（BLue）（中国語版）（毎月20日発売）
  - 女性向けボーイズラブ漫画雑誌。2013年9月10日創刊[5]。当初は『天漫・赤風』の姉妹誌として分立し、『赤風』と『藍色』が隔週で発行される形態をとっていた[6]。

### かつて発行・発売していた雑誌
- 天漫（中国語版） → 天漫・赤風（中国語版）（毎月5日発売）
  - 2011年9月5日創刊[7][8][9][10]。中国の漫画が中心だが、『新世紀エヴァンゲリオン』『Fate/Zero』などの日本の漫画が特別連載されたほか、中国の漫画化が執筆する『涼宮ハルヒの憂鬱』『機動戦士ガンダムUC』が創刊号より目玉として連載されていた。しかし売り上げが伸び悩み[11]、2012年3月号より倍の400ページに増やして、美水かがみによる表紙の描き下ろしから『らき☆すた』の連載を開始、さらに2013年8月25日発売の9月号より少年漫画雑誌『天漫・赤風』と改称しBL漫画雑誌『天漫・藍色』を分立するなど数々のてこ入れを行ったが、2014年4月25日発売の5月号を持って休刊した[4]。